# Bertoldo, Bertoldino e Cacasenno (film 1954)
Bertoldo, Bertoldino e Cacasenno è un film del 1954, diretto da Mario Amendola e Ruggero Maccari.
Il film è un remake del precedente girato nel 1936.

## Trama
La storia è ambientata in un Medioevo pittoresco ma molto rozzo. Il villano brutto e volgare Bertoldo è invitato alla corte di un re di una piccola provincia, perché deve impedire le nozze della figlia con un imbroglione di nome Lord Wilmore.
Bertoldo si fa aiutare nell'impresa dal figlio Bertoldino (sciocco anche lui) e dal nipote Cacasenno (chiamato così per aver defecato sulla testa del nonno durante il battesimo). Dopo tante peripezie e dabbenaggini, i tre contadini riusciranno ad impedire con buffi stratagemmi le nozze tra i due nobili. Infatti la principessa andrà in sposa al cantore Brunetto, uomo colto, giovane e bello, di cui la nobildonna era innamorata da tempo.

## Incassi
Incasso accertato sino a tutto il 31 marzo 1959 Lit 60.278.090